# Eutelia poliochroa
Eutelia poliochroa är en fjärilsart som beskrevs av George Francis Hampson 1912. Eutelia poliochroa ingår i släktet Eutelia och familjen nattflyn. Inga underarter finns listade i Catalogue of Life.